# Oblast Qostanay
Oblast Qostanay (Kazachs: Қостанай облысы, Qostanay oblısı; Russisch: Костанайская область) is een oblast in Kazachstan. De hoofdstad van deze oblast is Qostanay. In de oblast wonen 881.000 inwoners. 
De oblast is administratief-territoriaal ingedeeld in 20 eenheden: 16 districten (ауданы) en 4 - met district gelijkgestelde - steden (Қ.Ә.).